# Valentine Hall
Valentine Gill Hall III, detto Vallie (New York, 12 novembre 1867 – 26 ottobre 1934), è stato un tennista statunitense.

## Biografia
Nacque in una famiglia di origine irlandese, la sorella Anna sposò Elliott Bulloch Roosevelt il che rese Valentine lo zio di Eleanor Roosevelt.

## Carriera
Giocò cinque finali consecutive nel doppio maschile agli U.S. National Championships tra il 1888 e il 1892 trionfando alla prima occasione insieme a Oliver Campbell e nuovamente nel 1890 in coppia con Clarence Hobart. Nel singolare non ottenne gli stessi successi, il suo miglior risultato fu la semifinale raggiunta agli U.S. National Championships 1891 dove venne sconfitto da Clarence Hobart. Venne considerato tra i primi dieci tennisti statunitensi nel biennio 1890-91 con la sesta posizione del 1891 come miglior risultato.

## Finali nei tornei del Grande Slam

### Doppio

#### Vittorie (2)
| Anno | Torneo                 | Compagno        | Avversari in finale            | Punteggio               |
| 1888 | U.S. Championships (1) | Oliver Campbell | Clarence Hobart E.P. Macmullen | 6–4, 6–2, 6–2           |
| 1890 | U.S. Championships (2) | Clarence Hobart | Charles Carver John Ryerson    | 6–3, 4–6, 6–2, 2–6, 6–3 |

#### Finali perse (3)
| Anno | Torneo                 | Compagno        | Avversari in finale            | Punteggio          |
| 1889 | U.S. Championships (1) | Oliver Campbell | Henry Slocum Howard Taylor     | 1–6, 3–6, 2–6      |
| 1891 | U.S. Championships (2) | Clarence Hobart | Oliver Campbell Bob Huntington | 3–6, 4–6, 6–8      |
| 1892 | U.S. Championships (3) | Edward L. Hall  | Oliver Campbell Bob Huntington | 4–6, 2–6, 6–4, 3–6 |